# Lagro
Lagro is een plaats (town) in de Amerikaanse staat Indiana, en valt bestuurlijk gezien onder Wabash County.

## Demografie
Bij de volkstelling in 2000 werd het aantal inwoners vastgesteld op 454.
In 2006 is het aantal inwoners door het United States Census Bureau geschat op 431, een daling van 23 (-5,1%).

## Geografie
Volgens het United States Census Bureau beslaat de plaats een oppervlakte van
1,5 km², geheel bestaande uit land. Lagro ligt op ongeveer 215 m boven zeeniveau.

## Plaatsen in de nabije omgeving
De onderstaande figuur toont nabijgelegen plaatsen in een straal van 20 km rond Lagro.